# Orimif
Orimif (in russo Оримиф?) è una piccola isola alla foce dell'Amur, nell'Estremo Oriente russo. L'isola si trova nel liman dell'Amur. Amministrativamente appartiene al territorio dell'insediamento rurale di Oremif (Territorio di Chabarovsk).
L'isola ha la forma di un ferro di cavallo ed è larga circa 2,2 km. La superficie è ricoperta da prati, arbusti e canneti.